# Boissy-lès-Perche
Boissy-lès-Perche is een gemeente in het Franse departement Eure-et-Loir (regio Centre-Val de Loire) en telt 525 inwoners (2005). De plaats maakt deel uit van het arrondissement Dreux.

## Geografie
De oppervlakte van Boissy-lès-Perche bedraagt 34,2 km², de bevolkingsdichtheid is 15,4 inwoners per km².
De onderstaande kaart toont de ligging van Boissy-lès-Perche met de belangrijkste infrastructuur en aangrenzende gemeenten.

## Demografie
Onderstaande figuur toont het verloop van het inwonertal (bron: INSEE-tellingen).